# Wolfgang Nieke
Wolfgang Nieke (* 27. Februar 1948 in Paderborn) ist ein deutscher Erziehungswissenschaftler und emeritierter Professor für Allgemeine Pädagogik an der Universität Rostock.

## Leben und Werk
Nieke studierte Erziehungswissenschaft, Philosophie, Psychologie, Soziologie und Germanistik in Münster. Die Promotion 1976 und die Habilitation 1991 erfolgten an der Universität Essen. Nach Tätigkeiten an den Universitäten Münster, Bielefeld und Essen, wo er Geschäftsführer des Instituts für Migrationsforschung, Ausländerpädagogik, Zweitsprachendidaktik war, hatte er 1993 bis 2013 die Gründungsprofessur für Allgemeine Pädagogik an der Universität Rostock inne und war dort 1994 bis 1996 Prorektor für Studium und Lehre. 2006 bis 2010 war er Präsident des Erziehungswissenschaftlichen Fakultätentages (EWFT).
Arbeitsschwerpunkte:
- Bildung, Kompetenz und Profession
- Interkulturelle Erziehung und Bildung als Vorbereitung auf das Leben in einer dauerhaft multikulturellen Gesellschaft.

Lange vor der aktuellen Verwendung eines psychologischen Begriffs von Kompetenz anstelle von Bildungszielen und Lernzielen zur Beschreibung von Unterricht, Studium und Berufsbildung prägte Nieke mit seinen Vorschlägen zur pädagogischen professionellen Handlungskompetenz den Diskurs und die Rahmenordnungen zur Ausbildung von Diplom-Pädagogen und orientierte sich dabei am Kompetenzbegriff von Heinrich Roth. Dieser begründet systematisch genau drei und nur drei Kompetenzdimensionen – Sachkompetenz, Sozialkompetenz, Selbstkompetenz – und vermeidet die gegenwärtig eingetretene völlige Beliebigkeit jeder Kompetenzbestimmungen.
Das 1995 veröffentlichte und 2008 aktualisierte und erweiterte Werk Interkulturelle Erziehung und Bildung – Wertorientierungen im Alltag zeigt die wertbedingten Konflikte in einer durch Zuwanderung multikulturell werdenden Gesellschaft auf, deren bisherige Strategien des Umgangs mit weltanschaulicher und kultureller Pluralität nicht mehr hinreichen, sodass neue Formen des Umgangs mit wertbedingten Konflikten gesucht und gefunden werden müssen. Das wird einerseits grundlagentheoretisch und philosophisch erörtert und zeigt die gegenwärtige Situation in der Spannung zwischen einem agnostizistischen Kulturrelativismus und einem Universalismus der Menschenrechte. In wertbedingten Konfliktlagen erweist sich, dass ein unvermeidlicher Ethnozentrismus oder Kulturzentrismus einer jeden handelnden Person, bei jedem Versuch einer Konfliktlösung berücksichtigt werden muss. Die Ansätze interkultureller Erziehung und Bildung werden systematisiert und auf diese Grundfragestellung bezogen dargestellt.

## Zehn Ziele interkultureller Erziehung und Bildung
Dazu werden zehn Ziele interkultureller Erziehung und Bildung herausgearbeitet, über welche weitgehende Einigkeit hergestellt werden kann:
Diese Zielsetzungen  sind nicht nur für den Umgang von Einheimischen mit Migranten und umgekehrt bedeutsam, sondern grundsätzlich für jedweden Umgang von Angehörigen verschiedener Lebenswelten miteinander. Es besteht ein enger Zusammenhang zwischen diesen Lebenswelten (Alfred Schütz) und dem verwendeten Kulturbegriff als „Orientierungsmuster einer Sozietät“.
Die Reihenfolge ist nach zunehmenden Voraussetzungen angelegt, nicht nach dem Prinzip vom Einfachen zum Komplexen.
(1) Erkennen des eigenen, unvermeidlichen Ethnozentrismus
Man soll erkennen, dass das eigene Denken immer in die eigene Ethnie und Lebenswelt eingebunden ist. Dieser eigene
Ethnozentrismus kann nur bei der Konfrontation mit anderen ethnischen Gruppen erkannt werden. Vor allem
auch deshalb, weil „Verständnisprobleme dann entstehen, wenn jemand aus der einen Kultur seine Deutungen für jedermann bekannt unterstellt“. Dabei ist eine bloße Information über andere Kulturen nicht ausreichend, da „Misstrauen und Angst gegenüber Angehörigen kultureller Minderheiten durch Unvertrautheit entstehen und nicht durch Kontakt und Information abgebaut werden können“. Bei Kontakten ohne die richtige Einordnung in den jeweiligen kulturellen Zusammenhang besteht die Gefahr, dass bestehende Vorurteile noch weiter verstärkt werden können.
(2) Umgehen mit der Befremdung
Das Fremde soll bewusst wahrgenommen und durchdacht werden, anschließend muss damit umgegangen werden. Das Fremde, das im spielerischen Umgang exotisch wirkt und aus diesem Grunde interessant sein kann, kann im Alltag verunsichern und Irritation und Abwehr erzeugen. Es richtet sich nämlich auf dieselben „Alltagsbereiche wie die eigenen Deutungen und Orientierungen“. Aus dieser Irritation/Befremdung heraus können Phänomene wie Ausländerfeindlichkeit oder Rassismus entstehen.
(3) Grundlagen von Toleranz
Toleranz ist mehr als Ignorieren und gleichgültiges Akzeptieren von Vielfalt der Lebensformen. Toleranz beginnt erst dort, wo ein Ausweichen nicht möglich ist und wo Weltorientierungen ausgehalten werden müssen, die den eigenen widersprechen. Dabei kann auch die Grenze der Toleranz sichtbar werden.
(4) Akzeptieren von Ethnizität, Rücksichtnehmen auf die Sprache der Minoritäten
Die ethnischen und kulturellen Besonderheiten sollen akzeptiert und die verschiedenen Sprachen nicht verdrängt werden.
(5) Thematisieren von Rassismus
Aufgabe der interkulturellen Erziehung ist es, das Unbehagen, das oft auch Kinder
und Jugendliche den Angehörigen der Minoritäten entgegenbringen, zu thematisieren und dabei die
kulturellen Hintergründe deutlich werden lassen. So können die „unbewussten Abwertungstendenzen“
bewusst gemacht werden, es kann daran gearbeitet werden, dass diese blockiert werden und schließlich ganz
verschwinden.
(6) Das Gemeinsame betonen, gegen die Gefahr des Ethnizismus
Bei dem „Versuch, die Besonderheiten einer Kultur im Sinne von Lebenswelt zu berücksichtigen und ihnen eine Eigengeltung zu verschaffen, besteht unvermeidlich die Gefahr“, dass auch Kultur, die nicht mehr gelebt wird, künstlich aufrechterhalten werden kann. Somit könnte Kultur als ‚Folklore‘ abgewertet werden, was aber nicht Sinn ‚interkultureller Erziehung‘ ist.
(7) Ermunterung zur Solidarität; Berücksichtigung der asymmetrischen Situation zwischen Mehrheit und Minderheit
Solidarität unter Minoritäten soll gefördert werden. Dazu muss es die Bereitschaft der Majoritäten geben, Minoritäten Platz einzuräumen. Die Angehörigen der Minoritäten sind zur gegenseitigen Solidarität zu ermuntern, um ihre politische Kraft zu stärken.
(8) Einüben in Formen vernünftiger Konfliktbewältigung – Umgehen mit Kulturkonflikt und Kulturrelativismus
In Alltagssituationen kann es kein nicht Handeln geben. Die Entscheidungen in wertbedingten Konflikten können in virtuellen Diskursen, die auch die Geltungsbedingungen der Argumente in die Reflexion miteinbeziehen, bearbeitet werden.
(9) Aufmerksam werden auf die Möglichkeit gegenseitiger kultureller Bereicherung
Gegenseitige kulturelle Bereicherung soll als positiv begriffen werden. Bei der interkulturellen Erziehung ist die gegenseitige
Bereicherung durch „Übernahme von Elementen aus anderen Kulturen in die eigene“ entscheidend.
(10) Thematisierung der Wir-Identität: Aufhebung der Wir-Grenze in globaler Verantwortung oder Affirmation universaler Humanität?
Die Zugehörigkeit zu Lebenswelten (Ethnien, Kulturen) definiert unvermeidlich die Grenze zwischen Wir und Die. Es ist aber möglich, diese Grenzen zu erweitern, wenn größere Einheiten des Wir gedacht werden: Staatsbürger, Weltbürger bis hin zu einer nichtanthropozentrischen Erweiterung auf Tiere und den gesamten Kosmos.
Zur praktischen Realisierung des vorgeschlagenen Modells virtueller Diskurse zur Lösung von Wertkonflikten im (pädagogischen) Alltag, in dem es kein Nicht-Handeln geben kann, werden Grundbeispiele solcher Konflikte und mögliche Lösungen vorgestellt.
Das Werk ist eine wichtige Referenz in der Lehrerbildung und auch im Pädagogikunterricht an Gymnasien in Nordrhein-Westfalen.

## Schriften
- Interkulturelle Erziehung und Bildung. Wertorientierungen im Alltag (= Schule und Gesellschaft, Bd. 4). 3. aktual. und erw. Auflage. VS Verlag für Sozialwissenschaften, Wiesbaden 2008, ISBN 978-3-531-15566-1.
- Kompetenz und Kultur. Beiträge zur Orientierung in der Moderne. VS Verlag für Sozialwissenschaften, Wiesbaden 2012, ISBN 978-3-531-15884-6.